# 秦皇岛港口近代建筑群
秦皇岛港口近代建筑群，位于河北省秦皇岛市海港区，包括多个全国重点文物保护单位、河北省文物保护单位等。

## 简介
秦皇岛自古便为水陆交通海防、关防要冲。清朝道光以后，秦皇岛半岛港湾形成。光绪二十四年三月初五（1898年3月24日）总理衙门补奏《秦皇岛自开口岸折》，内称秦皇岛“隆冬不冻”，若开为通商口岸，与津榆铁路接近，殊于商务有益。同日，光绪帝朱批“依议钦此”。光绪二十六年（1900年），秦皇岛港与开滦煤矿同被英国控制后，加紧港口扩建。此后20余年，港口建设日趋完善，形成老港区与大、小码头的格局。随着城市发展，近代工业建筑不断失去功能，大批遗留至今。
秦皇岛港口近代建筑群位于西港区，集中在东南山林深处以及海滨路、光明路一带。2002年，秦皇岛市文物管理处初步调查部分城市区近代工业遗产，掌握全市共有近代工业遗产37处，包括厂房、仓库、铁路基址、码头、店铺等。2003年，秦皇岛市文物管理处调查近代建筑并制作简略的记录档案。2004
年，随着14处近代建筑被公布为秦皇岛市文物保护单位，秦皇岛市文物管理处为现存的32处近代建筑制作了记录档案。2008年10月17日经河北省人民政府第17次常务会议通过，17处港口近代建筑作为“秦皇岛港口近代建筑群”被公布为第五批河北省文物保护单位。2008年，全国第三次文物普查工作启动，文物部门筹资对河北省文物保护单位开平矿务局秦皇岛经理处办公楼进行调查，绘制了平、立、剖面图纸，拍摄了现状照片，走访当地老人，收集资料。2013年3月5日，上述17处港口近代建筑中的9处作为“秦皇岛港口近代建筑群”被国务院公布为第七批全国重点文物保护单位。但仍有部分近代建筑保护等级不够或未被纳入保护范围。随着2010年代中期秦皇岛市启动城市区企业“退城进郊”与“西港东迁”，近代遗址保护再次受到政府及公众关注。
2015年，结合西港搬迁改造项目，秦皇岛市编制完成《秦皇岛港口近代建筑群保护规划》，并且全面启动港口近代工业遗产保护利用。秦皇岛港口近代建筑群主要包括开滦矿务局高级员司俱乐部、开平矿务局秦皇岛经理处办公楼、南栈房、老船坞、京奉铁路桥等21处优秀近代工业遗产。其中全国重点文物保护单位9处，河北省文物保护单位8处，秦皇岛市文物保护单位2处。
秦皇岛港口近代建筑群主要包括：
- 开滦路老街
- 秦皇岛开滦矿务局高级员司俱乐部：第七批全国重点文物保护单位
- 南山特等一号房
- 日本三菱、松昌洋行秦皇岛办事处及开滦矿务局办公楼：第七批全国重点文物保护单位
- 秦皇岛开滦矿务局车务处
- 开滦矿务局秦皇岛电厂：第七批全国重点文物保护单位
- 南山饭店
- 开平矿务局秦皇岛经理处办公楼
- 秦皇岛开滦矿务局高级员司特等房（4处）
- 秦皇岛开滦矿务局外籍高级员司特等房：第七批全国重点文物保护单位
- 津榆铁路基址：第七批全国重点文物保护单位
- 大、小码头：第七批全国重点文物保护单位
- 南栈房
- 老船坞
- 南山信号台
- 老港站磅房
- 南山高级引水员住房
- 锅伙：秦皇岛市文物保护单位[3]
- 京奉铁路汤河桥：秦皇岛市文物保护单位[3]
- 三等房、四等房：未被列为文物保护单位
- 缸砖路及南起点：未被列为文物保护单位
- 老天桥道口：未被列为文物保护单位[5]